# Karpathisches Meer

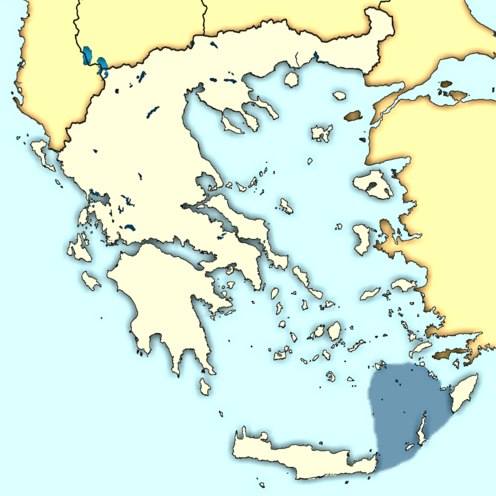
Lage des Karpathischen Meeres

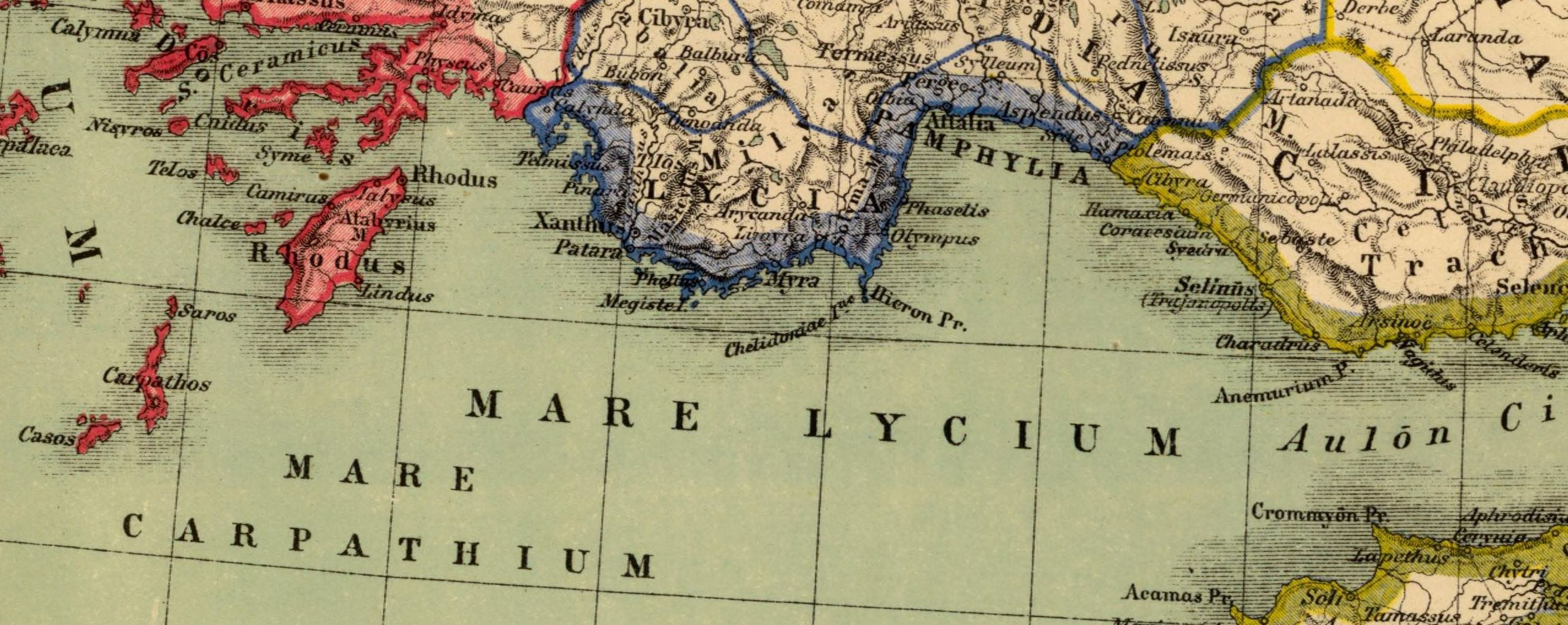
Heinrich Kiepert. Asia citerior. 1903

Das Karpathische Meer (griechisch Καρπάθιο πέλαγος Karpáthio pélagos, nach seiner größten Insel Karpathos) ist ein südöstlicher Teil der Ägäis. Es erstreckt sich etwa zwischen der Ostküste Kretas im Südwesten, der Insel Astypalea nördlich und den südlichen Inseln der Südlichen Sporaden bis Rhodos im äußersten Osten.
Die Bezeichnung wurde bereits in der Antike verwendet (altgriechisch Καρπάθιον πέλαγος, lateinisch mare carpathium). Ebenfalls aus der Antike stammen die Bezeichnungen für das nördlich angrenzende Ikarische und das westlich liegende Kretische Meer. Südlich und südöstlich schließt sich das Levantische Meer an. Dieses Meeresgebiet bis an die Küste Ägyptens wurde in der Antike Mare Aegyptium (Ägyptisches Meer) genannt.
Im Karpathischen Meer liegen (abgesehen von Karpathos und Kasos) nur einige kleine, unbewohnte Felseninseln, die jedoch als Brutgebiete gefährdeter Vogelarten von Bedeutung sind.